# Edmond Nasy
 (décembre 2008).
 (juin 2009).
 (mars 2025).
 (mars 2025).
Motif : l'article ne semble reposer que sur une source unique. Par ailleurs l'article est orphelin et sans interwiki
- Archive Wikiwix
- Bing
- Cairn
- DuckDuckGo
- E. Universalis
- Gallica
- Google
- G. Books
- G. News
- G. Scholar
- Persée
- Qwant
- (zh) Baidu
- (ru) Yandex
- (wd) trouver des œuvres sur Wikidata

| 1. | Préciser le motif de la pose du bandeau. | Précisez le motif de la pose du bandeau en utilisant la syntaxe suivante : {{admissibilité à vérifier\|date=avril 2025\|motif=remplacez ce texte par le motif}}                  |
| 2. | Informer les utilisateurs concernés.     | Pensez à avertir le créateur de l'article, par exemple, en insérant le code ci-dessous sur sa page de discussion : {{subst:avertissement admissibilité à vérifier\|Edmond Nasy}} |

Edmond Nasy (1911 - vers 1945) est un journaliste et homme politique belge.

## Biographie
Il milita dans les rangs du rexisme de 1936 à 1938 et exerça des fonctions de premier plan dans le Bureau Politique du parti de Léon Degrelle. Il devint le collaborateur direct du Sénateur Xavier de Hemricourt de Grünne. Pendant sa période rexiste, Nasy voyagea en Italie et en Allemagne pour observer les mouvements de jeunesse, les services de travail et le système des auberges de jeunesse, afin d’en transposer les éléments les plus positifs et les plus pratiques en Belgique. 
En septembre 1940, Edmond Nasy travaille encore au Secrétariat général de Rex, mais, après les réformes internes du parti, il est déchargé de ses fonctions par Degrelle en mars 1941. La rupture se fait avec fracas : Nasy intente un procès au parti, qui traîne jusqu’en juillet 1941. Edmond Nasy, qui était entre-temps devenu journaliste au nouveau « Soir » de Raymond De Becker, se tourna alors vers la « Jeunesse Romane », mouvement fondé en juin 1941 par Gérard Deblock et issu de la Légion Nationale, formation nationaliste belge née au début des années 1920 et hostile aux rexistes.
Le but de la « Jeunesse Romane » était de demeurer fidèle au Roi Léopold III de Belgique et de regrouper sous sa bannière les militants wallons (romans) du Verdinaso, dissous à la suite de l’assassinat, par des soldats français ivres, de Joris Van Severen et de Jan Rijckoort à Abbeville en mai 1940. Edmond Nasy tint une « chronique des jeunes » dans le « Soir », rédigea des articles élogieux sur le nouveau mouvement de Deblock et devint, dans la foulée, le délégué de l’Union des Travailleurs Manuels et Intellectuels (UTMI) pour les jeunes . (L’UTMI était un syndicat unifié, pendant belge du « Front du Travail » allemand). Il était directement issu des syndicats socialistes d’avant-guerre et surtout des idées du leader socialiste Henri De Man, dont un des secrétaires, Edgard Delvo, passé au VNV, deviendra l’un des principaux dirigeants, avec son homologue wallon Paul Garain.)
Dans son travail d’organisateur des mouvements de jeunesse, dans un mouvement louvoyant entre la collaboration absolue des rexistes (et autres cénacles germanophiles) et la politique de présence des « Volontaires du Travail » (avant leur inféodation complète à Rex sous l’impulsion de Léon Closset), Edmond Nasy avait l’appui de l’écrivain et journaliste Jean Libert. Les « Volontaires du Travail » comptaient parmi leurs dirigeants le futur grand écrivain belge de langue française Henry Bauchau et le Comte Teddy d’Oultremont (qui quitteront complètement l’orbite de la collaboration vers 1942-43). Dans le contexte de l’époque, la « Jeunesse Romane » comme les « Volontaires du Travail » souhaitaient demeurer des associations ou mouvements apolitiques et s’opposaient à la volonté de fusionner tous les mouvements de jeunesse de Belgique dans un esprit « national-socialiste » comme le préconisait par exemple le bouillant Raphaël Lenne de l’AGRA. Gérard Deblock refusera toute fusion et n’acceptera pas de placer son mouvement en dehors d’un cadre unitaire belge, c’est-à-dire dans un cadre réduit à la seule Wallonie. Il quittera la mouvance collaborationniste.
Il convient de rappeler ici que la politique de présence entendait garder un ancrage et une spécificité belges dans une Europe qui aurait été inéluctablement dominée par un Troisième Reich allemand, si celui-ci avait été victorieux dans le conflit qui l’opposait aux puissances anglo-saxonnes et à l’Union Soviétique. Cette politique de présence était partagée par des personnalités comme Robert Poulet, Raymond De Becker, les Volontaires du Travail, la Jeunesse Romane ainsi que par José Streel, idéologue principal de Rex (dont le système conceptuel reposait sur les figures de ses deux mémoires universitaires : Henri Bergson et Charles Péguy). L’espace idéologique occupé par cette « politique de présence » n’était nullement « fasciste » ou « nazi », au sens habituel et désormais convenu du terme, mais entendait adapter ses positions catholiques de base à la nouvelle donne en Europe (en développant notamment les idéaux de la triade sociale catholique : solidarité, communauté et subsidiarité).

## Source
- Michel Simon, Jeux sans piste – Les organisations de jeunesse d’ordre nouveau non rexistes en Belgique francophone sous l’Occupation, Ouvrage édité à compte d’auteur, Stoumont/Belgique, 2000).